# ميريام غولدبرغ
ميريام غولدبرغ (بالإنجليزية: Miriam Goldberg)‏ هي ناشرة وصحفية أمريكية، ولدت في 18 مايو 1916 في شيكاغو في الولايات المتحدة، وتوفيت في 8 يناير 2017 في دنفر في الولايات المتحدة.